# Frères Martineau
Pour les articles homonymes, voir Martineau.
Les Frères Martineau sont deux frères vendéens, Patrice et Roger Martineau, auteurs-compositeurs-interprètes, chanteurs professionnels depuis 1987,. Ils ont enregistré 24 albums (15 albums studio en duo, Roger en a sorti 2 et Patrice 7), donné un millier de concerts et produit plusieurs spectacles en duo,.

## Présentation
S'ils abordent régulièrement dans leurs œuvres leur foi catholique, ils se réclament artistiquement comme « héritiers de Brassens et de Dylan »,.
Les deux frères ont commencé très jeunes une vie d’artiste en commun. Ils ont décidé de continuer leur carrière d’artiste en solo sans pour autant céder à la rivalité.

## Albums
- 1985 : Cantigas[8]
- 1988 : Baladins de Notre-Dame, production Association les baladins de Notre-Dame
- 1989 : Compostelle 89
- 1990 : Les temps nouveaux
- 1992 : Le Chant de la Vendée
- 1993 : Vies de famille (récompensé du prix de la famille 1994)[9]
- 1995 : France, Terre de promesses
- 1996 : Le rendez-vous de Saint-Martin
- 1997 : De gestes et d'amour
- 1998 : Aimer ou disparaître, production Association les baladins de Notre-Dame
- 1999 : L'appel de Saint Jacques (voix de Robert Hossein)
- 2002 : Le rêve n'est jamais trop grand (hommage à Raoul Follereau)
- 2005 : Touche pas à ma vie !
- 2011 : Le Père de Montfort - "Dieu seul" (avec la voix de Damien Ricour)
- 2013 : Les Frères Martineau - Best of

## Spectacles
- 2002 : Marie-Madeleine... parce qu'elle a beaucoup aimé (mise en scène de Michael Lonsdale, avec Nicole Rieu), spectacle donnée sur l'esplanade de l'abbaye de Maillezais, dans le marais poitevin, le 4 août 2001, devant 1 200 spectateurs[10],[11],[12]
- 2004 : Mémoire de Sang (avec la voix de Jean Piat)[13]
- 2008 : Je suis l'Immaculée Conception (mise en scène de Michael Lonsdale)
- 2009-2011 : Et si les petits Lucs m’étaient chantés à l'historial de Vendée et au prieuré de Chassay-Grammont (en partenariat avec le conseil général de Vendée)[14]
- 2011 : Le Père de Montfort - "Dieu seul"